# Ludwig Fuld
Ludwig Fuld (* 22. Dezember 1859 in Mainz; † 7. September 1935 in Nizza) war ein deutscher Jurist.

## Leben
Fuld studierte ab 1877 Rechtswissenschaften in Berlin, Heidelberg und Gießen, wo er 1880 die juristische Fakultätsprüfung ablegte und promoviert wurde. Nach dem Referendariat am Landgericht Mainz war er 1884 erst am Amtsgericht Bingen, dann wieder am Landgericht Mainz und später am Oberlandesgericht Darmstadt tätig. In dieser Zeit verfasste er auch antisemitische Schriften. Nachdem ein Wechsel in den diplomatischen Dienst fehlschlug, wechselte er als Justizrat in die Anwaltschaft, war Syndikus verschiedener Interessenvereinigungen und Aufsichtsratsmitglied in verschiedenen Firmen.
1933 soll gegen Fuld ein ehrengerichtliches Verfahren eingeleitet worden sein, da er 1920 in einem Prozess den Untersuchungsrichter mit der Anzeige bei der französischen Besatzungsbehörde gedroht haben soll.
In seinen wissenschaftlichen Veröffentlichungen widmete er sich besonders den Fragen des unlauteren Wettbewerbs.

## Veröffentlichungen (Auswahl)
- Der Einfluss der Lebensmittelpreise auf die Bewegung der strafbaren Handlungen. Diemer, Mainz 1881 (Giessen, Univ., Diss., 1881).
- Die Entwicklung der Moralstatistik. Habel, Berlin 1884 (Deutsche Zeit- und Streitfragen; 204).
- Das rückfällige Verbrecherthum. Habel (Lüderitz), Berlin 1885 (Deutsche Zeit- und Streitfragen; 220).
- Zur Reform des deutschen Strafverfahrens. Roßberg, Leipzig 1885.
- Das jüdische Verbrecherthum: Eine Studie über den Zusammenhang zwischen Religion und Kriminalität. Huth, Leipzig 1885.
- Reichsgesetz betreffend die Unfall- und Krankenversicherung [der in den land- und forstwirtschaftlichen Betrieben beschäftigten Personen]: Vom 5. Mai 1886. Franz Vahlen, Berlin 1886.
- Reichsgesetz, betreffend die Unfallversicherung der bei Bauten beschäftigten Personen: Vom 11. Juli 1887. Vahlen, Berlin 1887.
- Die Aufhebung des Socialistengesetzes und die Aenderung des Strafgesetzbuches. Siemenroth & Worms, Berlin 1889.
- (Hrsg.): Das Wuchergesetz: in der Fassung des Gesetzes vom 19. Juni 1893; mit ausführlichen Erläuterungen. Roßberg, Leipzig 1893.
- Das Reichsgesetz betreffend die Abzahlungsgeschäfte: vom 16. Mai 1894. Roßberg, Leipzig 1894.
- Das Reichsgesetz zur Bekämpfung des unlauteren Wettbewerbs vom 27. Mai 1896. Helwing, Hannover 1896.
- Das Recht des Handlungsgehilfen: systematisch dargestellt auf Grund des Handelsgesetzbuchs vom 10. Mai 1897 und des bürgerlichen Gesetzbuchs. Helwing, Hannover 1897.
- Das Mietrecht nach dem Bürgerlichen Gesetzbuch für das Deutsche Reich. Duncker & Humblot, Leipzig 1898.
- zusammen mit Paul Fischer: Der Rechtsanwalt im Hause, 2 Bde. Konrad Grethlein's Verlag, Leipzig [1904] (Grethlein's praktische Hausbibliothek).
- Gesetz, betreffend das Urheberrecht an Werken der bildenden Künste und der Photographie: Text-Ausgabe mit Anmerkungen und Sachregister. Guttentag, Berlin 1907 (Sammlung Guttentag; 81).
- Reichsgesetz über den Versicherungsvertrag: nebst einem zugehörigen Einführungsgesetze, mit Einleitung, ausführlichen Erläuterungen und Sachregister. Guttentag, Berlin 1908.